# Dennis Fenech
Dennis Fenech (27 marzo 1952) è un ex calciatore maltese.

## Carriera

### Nazionale
Ha collezionato quattordici presenze con la propria Nazionale.

## Palmarès

### Club

#### Competizioni nazionali
- Campionato maltese: 2

Valletta: 1977-1978, 1979-1980
- Coppa di Malta: 2

Valletta: 1976-1977, 1977-1978